# Raúl Duarte (futbolista)
Raúl Ricardo Duarte Barrios (Asunción, Paraguay, 18 de julio de 1969) es un exfutbolista y actual entrenador paraguayo, que jugaba de delantero y ha militado en diversos clubes de Paraguay, Chile y Ecuador. Actualmente dirige a laLiga Deportiva Universitaria de Portoviejo de la Serie C de Ecuador.

## Clubes

### Como futbolista
| Club                         | País     | Año       |
| ---------------------------- | -------- | --------- |
| 12 de Octubre                | Paraguay | 1996-1997 |
| Deportes Puerto Montt        | Chile    | 1998      |
| Huachipato                   | Chile    | 1999      |
| Everton                      | Chile    | 2000      |
| Deportes La Serena           | Chile    | 2001      |
| Aucas                        | Ecuador  | 2001      |
| Macará                       | Ecuador  | 2002      |
| Delfín SC                    | Ecuador  | 2003      |
| Espoli                       | Ecuador  | 2003      |
| Deportivo Quevedo            | Ecuador  | 2004      |
| Universidad Católica (Quito) | Ecuador  | 2005      |
| Deportivo Quevedo            | Ecuador  | 2006      |

### Como entrenador
| Club               | País    | Año       |
| ------------------ | ------- | --------- |
| Venecia            | Ecuador | 2011      |
| Deportivo Quevedo  | Ecuador | 2012-2013 |
| Delfín SC          | Ecuador | 2014      |
| Fuerza Amarilla SC | Ecuador | 2015-2016 |
| Deportivo Quevedo  | Ecuador | 2017      |
| Fuerza Amarilla    | Ecuador | 2018-2019 |
| Deportivo Quito    | Ecuador | 2020      |
| Cumbayá            | Ecuador | 2021      |
| Deportivo Quito    | Ecuador | 2022      |
| Ldu portoviejo     | Ecuador | 2023-act  |

## Palmarés

### Como entrenador
| Título  | Club       | País    | Edición |
| ------- | ---------- | ------- | ------- |
| Serie B | Cumbayá FC | Ecuador | 2021    |

Otros logros:
- Ascenso a la Serie A de Ecuador con Deportivo Quevedo en 2012.
- Ascenso a la Serie A de Ecuador con Fuerza Amarilla en 2015.